# Joanna Cholewa
PiNuta, właśc. Joanna Cholewa (ur. 21 listopada 1984 we Wrocławiu) – polska piosenkarka i aktorka, wokalistka zespołu Girls on Fire.

## Życiorys
Ukończyła studia pedagogiczne na Uniwersytecie Wrocławskim. W latach 2002–2012 była aktorką Teatru Muzycznego „Capitol” we Wrocławiu. W 2006 była współproducentką i aktorką w projekcie Moją twarz ci opiszę wystawionym na 27. Przeglądzie Piosenki Aktorskiej we Wrocławiu.
Podczas pracy nad spektaklem Baśń o Królowej Śniegu w 2004 poznała Martę Dzwonkowską i Monikę Wiśniowską, z którymi założyła zespół Girls on Fire. W 2013 uczestniczyły w trzeciej edycji programu TVN X Factor, a w 2017 wydały album pt. Siła kobiet promowany singlem „Siła kobiet”, z którym zwyciężyły w konkursie „Debiutów” na 55. Krajowym Festiwalu Piosenki Polskiej w Opolu oraz zdobyły festiwalową nagrodę Stowarzyszenia SAWP. Ich występ był szeroko komentowany w ogólnopolskiej prasie.
W 2017 stworzyła autorski program artystyczny Mały Artysta skierowany dla dzieci w wieku przedszkolnym. W 2022 rozpoczęła solowy projekt PiNuta oraz podjęła współpracę z Radiem RAM, dla którego realizuje audycję Nuty PiNuty wraz z kompozytorem Tomaszem Baselem. 
11 stycznia 2025 wydała album studyjny pt. #Niedoczas, który promowała teledyskiem do singla „Oswajam czas”. W dniu premiery płyty zagrała koncert premierowy we Wrocławiu.
Zamężna z dziennikarzem i scenarzystą Grzegorzem Cholewą.

## Dyskografia
Albumy studyjne
- #Niedoczas (2025)